# Nobuyuki Ōishi
Nobuyuki Ōishi (jap. 大石 信幸, Ōishi Nobuyuki; * 12. September 1939 in Hiroshima) ist ein ehemaliger japanischer Fußballspieler.

## Nationalmannschaft
1964 debütierte Ōishi für die japanische Fußballnationalmannschaft.